# Podobwód Klimontów Armii Krajowej

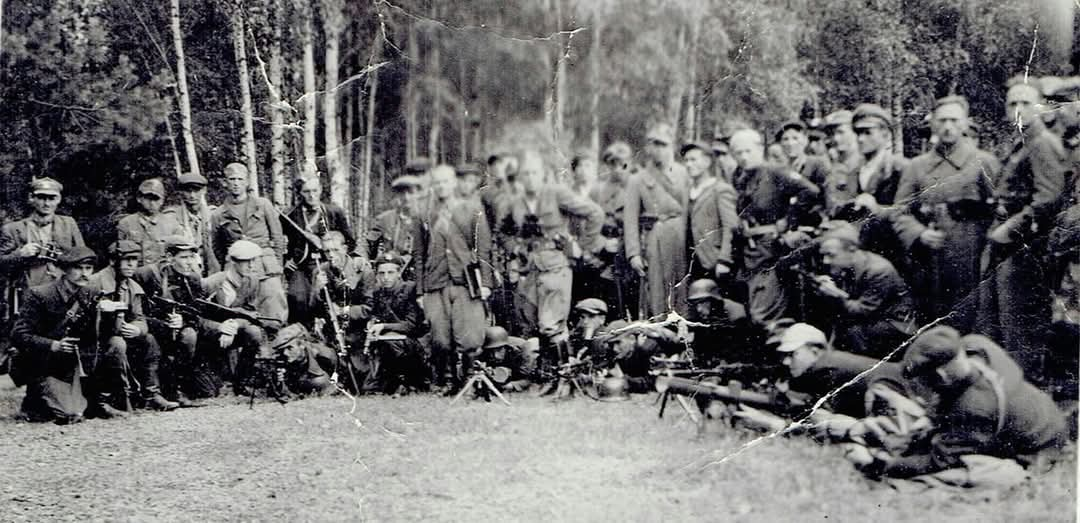
Pododdział Czeremcha

Podobwód Klimontów – jednostka organizacyjna Związku Walki Zbrojnej, a następnie Armii Krajowej o kryptonimie "Czeremcha". 
Obejmował tereny ówczesnych gmin: Jurkowice, Klimontów, Lipnik. Komendantem przez cały okres jego istnienia był kapitan "Tarnina" (Tadeusz Pytlakowski) 
Podobwód wchodził w skład Obwodu Sandomierz Okręgu Radom-Kielce AK.

## Placówki podobwodu
- Jurkowice - kryptonim "Czereśnia",
- Klimontów - kryptonim "Wiśnia",
- Lipnik - kryptonim "Grusza".

## Akcja "Burza"
Akcję "Burza" w podwobwodzie zapoczątkował atak ok. 20 żołnierzy placówki Klimontów pod dowództwem porucznika "Topora" w nocy 20 lipca 1944 roku na posterunek policji "granatowej" w Klimontowie. Atak zakończył się sukcesem i zdobyciem 6 karabinów, 500 szt amunicji i 20 granatów. Po udanej akcji w Klimontowie oddział "Topora" przeszedł do miejscowości Faliszewice, gdzie połączył się z żołnierzami z placówki Jurkowice. Połączony oddział liczył 92 żołnierzy, którzy utworzyli oddział partyzancki "Czeremcha" w składzie dwóch plutonów. Następnego dnia, 27 lipca, oddział przesunął się do wsi Piekary, gdzie połączył się z plutonem z placówki Lipnik w sile ok. 40 żołnierzy. 
W dniu 28 lipca 1944 oddział został przeformowany w 7 kompanię, III batalionu 2 Pułku Piechoty Legionów AK. Na dzień 29 lipca kompania liczyła 68 żołnierzy w składzie dwóch plutonów po 28 żołnierzy oraz sekcji ckm i piat. Obsada:
- dowódca - ppor. "Topór" (Jakub Gutowski)
- szef kompanii - sierż. "Doroba" (Zygmunt Stylski)
- dowódca 1 pluton - ppor. "Dik" (NN)
- dowódca 2 pluton - ppor "Sten" (Marian Osuch)
- dowódca sekcji ckm - plut. "Wigura" Jan Smoliński
- dowódca sekcji piat - plut. "Sosna" Jan Lewandowski
- dowódca broni - pchor. "Oskar" Tadeusz Kołodziej

Uzbrojenie kompanii stanowiło: 1 ckm Maxim, 1 PIAT, 4 rkm, 12 pm, 45 kbk, 3 pistolety.
Kompania przeszła cały szlak bojowy 2 Pułku Piechoty Legionów AK. Została zdemobilizowana 5 grudnia 1944 roku w lasach siekierzyńskich. Żołnierze przeszli do konspiracji na terenie podobwodu Bodzentyn.
Dowódca obwodu Klimontów kpt. "Tarnina" był dowódcą II batalionu w 2 Pułku Piechoty Legionów AK.